# Arytera livida
Arytera livida är en kinesträdsväxtart som beskrevs av Ludwig Radlkofer. Arytera livida ingår i släktet Arytera och familjen kinesträdsväxter. Inga underarter finns listade i Catalogue of Life.